# Manouria
Manouria là một chi rùa trong họ Testudinidae.

## Các loài
Chi này chứa các loài sau:
- Rùa núi viền (Manouria impressa)
- Rùa núi nâu (Manouria emys)
- Manouria sondaari - loài rùa cạn khổng lồ đã tuyệt chủng, từng sống trên đảo Luzon, Philippines.[1]